# 李佩 (嘉靖進士)
李佩（1512年—？），字子玉，號崑岡，陝西漢中府南鄭縣人，民籍，明朝政治人物。

## 生平
陝西鄉試第五十二名舉人。嘉靖三十二年（1553年）中式癸丑科三甲第一百七十四名進士。兵部观政，授四川内江知县，起復補阳曲县。擢升南京刑部主事。

## 家族
曾祖李八；祖父李成；父李志和。嫡母尚氏；生母張氏。